# Bisdom Belluno-Feltre
Het bisdom Belluno-Feltre (Latijn: Dioecesis Bellunensis-Feltrensis, Italiaans: Diocesi di Belluno-Feltre) is een bisdom van de Rooms-Katholieke Kerk in Italië. Het is een suffragaan bisdom van het patriarchaat Venetië.
Het bisdom bestaat sinds 1986 onder deze naam. Daarvoor heette het bisdom, dat in 1818 door samenvoeging ontstond, Belluno en Feltre. De bisschop van Belluno-Feltre is Giuseppe Andrich, hij volgde de in 2004 plotseling overleden Vincenzo Savio op.
Het bisdom heeft ongeveer 185.000 gelovigen die bediend worden door 184 priesters in 158 parochies. Patroonheilige is Sint Maarten. Albino Luciani, de latere paus Johannes Paulus I, was priester van dit bisdom. Hier ook werd een begin gemaakt met het proces van zaligverklaring van deze paus.

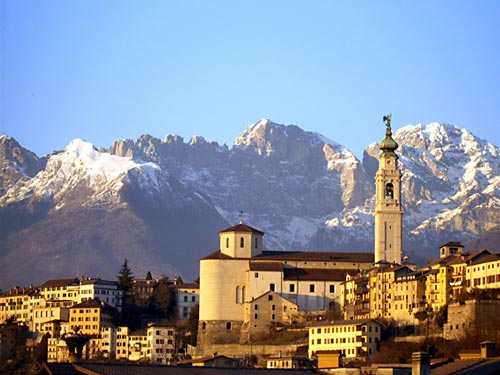
De dom van Belluno, zetel van het bisdom
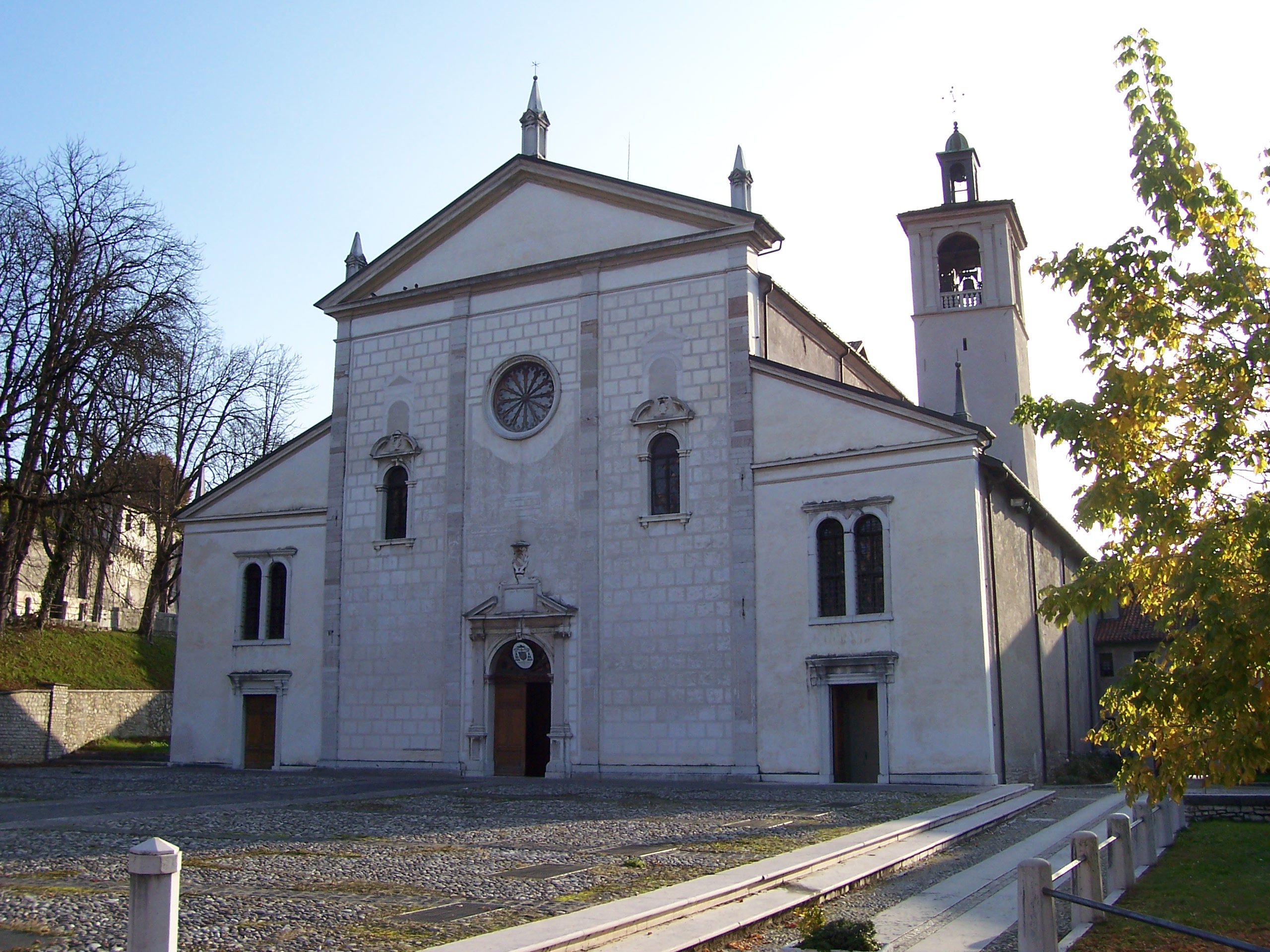
Cokathedraal van Feltre

Venetië (aartsbisdom) · Adria-Rovigo · Belluno-Feltre · Chioggia · Concordia-Pordenone · Padua · Treviso · Verona · Vicenza · Vittorio Veneto